# Alida (entreprise)
Alida est une entreprise de logiciels qui fournit une plateforme de veille de la clientèle basée sur l'infonuagique. Basée à Vancouver et anciennement connue sous le nom de Vision Critical, la société a été fondée par Andrew Reid en 2000 et travaille avec plus de 700 marques dans le monde entier.
Alida a été classée 46e entreprise de développement de logiciels à la plus forte croissance au Canada par le magazine Profit (en) en 2015.
L'entreprise a également remporté des prix pour sa culture d'entreprise, notamment le Prix national des ressources humaines 2017, l'un des 50 lieux de travail les plus engagés en Amérique du Nord en 2016 et les meilleurs employeurs pour les jeunes au Canada en 2016.
En 2018, Alida a reçu un grand prix de l'innovation du Business Intelligence Group.

## Histoire
En 2004, Angus Reid, le fondateur du Groupe Angus Reid et le père d'Andrew Reid, a rejoint la société. Wellington Capital, un fonds privé de prêt-relais et de capital de risque, a investi dans Alida en octobre 2006.
En 2009, Alida a remporté le prix Forrester Groundswell avec son client NASCAR pour le Official NASCAR Fan Council (Conseil officiel des admirateurs de NASCAR). Et en 2011, l'entreprise a installé sa 500e communauté en ligne.
En août 2012, la société a annoncé qu'elle avait levé 20 millions de dollars auprès d'OMERS Ventures, la branche d'investissement en capital-risque de la société canadienne de fonds de pension OMERS. En septembre de la même année, Scott Miller a été nommé PDG du groupe, tandis qu'Andrew Reid est devenu chef de produit. Plus tard dans l'année, Alida a été classée au palmarès Deloitte Fast 50 (en) pour la cinquième année consécutive.
Le 24 septembre 2020, la société a annoncé que Vistara Capital Partners, basée à Vancouver, avait investi 20 millions de dollars dans la société et que celle-ci avait été rebaptisée Alida.
L'entreprise emploie des collaborateurs dans le monde entier et compte parmi ses clients Banana Republic, Discovery et NASCAR.

## Produits
Les produits d'Alida comprennent :
- Communautés d'information : des communautés en ligne où les entreprises obtiennent les réactions de leurs clients et de leurs parties prenantes[18];
- IdeaHub : un outil de co-création qui exploite les idées des clients, des employés ou d'autres parties prenantes pour l'innovation et le développement de nouveaux produits [19];
- Voix du marché : des panels exclusifs de population générale au Canada, aux États-Unis et au Royaume-Uni[20].

L'entreprise a remporté de nombreux prix, dont celui de l'entreprise la plus conviviale de l'année dans la catégorie Best in Biz Awards 2013 International.